# Matt McCullough
Pour les articles homonymes, voir McCullough.
Matt Thompson McCullough, est né le 9 septembre 1981. C’est un joueur de rugby à XV, qui joue avec l'équipe d'Irlande depuis 2005, évoluant au poste de deuxième ligne (1,98 m et 105 kg).
Il a été international scolaire, de l'équipe des moins de 21 ans (capitaine en 2001-2002).

## Carrière
Il a eu sa première cape internationale à l’occasion d’un test-match le 12 juin 2005 contre l'équipe du Japon. 
Matt McCullough joue avec l'Ulster en Coupe d'Europe et en Celtic league.

### Clubs successifs
- Ulster Rugby  Irlande 2001-2007

## Palmarès
(au 28.11.2006) 
- 4 sélections
- Sélections par années : 4 en 2005
- Tournoi des Six Nations disputé : aucun.
- Participation à la coupe du monde : aucune.